# Jasminisis candelabra
Jasminisis candelabra is een zachte koraalsoort uit de familie Isididae. De koraalsoort komt uit het geslacht Jasminisis. Jasminisis candelabra werd in 1998 voor het eerst wetenschappelijk beschreven door Alderslade. 